# Холмы (Зеленоградский район)
Холмы — посёлок в Зеленоградском районе Калининградской области. Входит в состав Ковровского сельского поселения.

## Население
| 2002 | 2010 |
| ---- | ---- |
| 252  | ↘180 |

## История
17 февраля 1370 года возле Мюльзена состоялась битва, позже ставшая известна как битва при Рудау.
В 1946 году Мюльзен был переименован в поселок Холмы..